# Woda (herb szlachecki)
Woda – polski herb szlachecki, znany z jedynego wizerunku pieczętnego.

## Opis herbu
Opis z wykorzystaniem zasad blazonowania, zaproponowanych przez Alfreda Znamierowskiego:
W polu dwie chusty spływające z toczenicy, nad którą gwiazda, barwy nieznane.
Klejnot – pół jednorożca wspiętego, barwy nieznane.

## Najwcześniejsze wzmianki
Pieczęć W. Wody z 1576.

## Herbowni
Herb ten był herbem własnym, więc przysługiwał tylko jednemu rodowi herbownych:
Woda.